# Liga Nacional de Honduras 1987-88
La temporada 1987-1988 de la Liga Nacional de Fútbol de Honduras fue la vigesimosegunda edición profesional de esta liga. 
El formato del torneo consistió en dos grupos de cinco, seguido por una ronda de 5 equipos. C.D. Olimpia se alzó el título tras vencer al C.D. Marathón en la final. Ambos equipos se clasificaron para la Copa de Campeones de la Concacaf 1988.

## Formato
Los diez participantes fueron divididos en dos grupos de cinco equipos cada uno; todos disputan la fase regular bajo un sistema de liga, es decir, todos contra todos a visita recíproca; con un criterio de puntuación que otorga:
- 2 puntos por victoria
- 1 punto por empate
- 0 puntos por derrota.

Clasifican a la disputa de la fase final por el título, el primer y segundo lugar de cada grupo más el mejor tercero.
El campeón se define mediante partidos de ida y vuelta entre el mejor equipo de la fase regular y el ganador de la pentagonal. En caso de un empate global, se disputa de un tercer juego de desempate en cancha neutral.
El descenso a Segunda División corresponderá al equipo que acumulara la menor cantidad de puntos, y que por ende finalice en el último lugar de la fase regular. Para el descenso, se contempló un partido extra en caso de empate en puntos de uno o más equipos.

## Ascensos y descensos
| Ascendido de la Segunda División 1986-87 |
| ---------------------------------------- |
| UNAH                                     |

| Descendido en la Liga Nacional 1986-87 |
| -------------------------------------- |
| Tela Timsa                             |

## Equipos participantes
| Equipo      | Sede           |
| ----------- | -------------- |
| EACI        | Olanchito      |
| Marathón    | San Pedro Sula |
| Motagua     | Tegucigalpa    |
| Olimpia     | Tegucigalpa    |
| Platense    | Puerto Cortés  |
| Real España | San Pedro Sula |
| Sula        | La Lima        |
| UNAH        | Tegucigalpa    |
| Victoria    | La Ceiba       |
| Vida        | La Ceiba       |

## Grupo A
| Pos. | Equipo   | Pts. | PJ | G  | E  | P  | GF | GC | Dif. |
| ---- | -------- | ---- | -- | -- | -- | -- | -- | -- | ---- |
| 1.   | Marathón | 38   | 27 | 15 | 8  | 4  | 44 | 24 | +20  |
| 2.   | Olimpia  | 32   | 27 | 11 | 10 | 6  | 32 | 21 | +11  |
| 3.   | Victoria | 32   | 27 | 10 | 12 | 5  | 26 | 23 | +3   |
| 4.   | Platense | 22   | 27 | 5  | 12 | 10 | 18 | 25 | -7   |
| 5.   | EACI     | 16   | 27 | 3  | 10 | 14 | 16 | 33 | -17  |

|  | Clasifica a la pentagonal, a la final y la Copa de Campeones de la Concacaf 1988 |
|  | Clasifica a la pentagonal y juega por el segundo puesto                          |
|  | Desciende a Segunda División                                                     |

Segundo puesto
| Noviembre de 1987                   | Victoria | 2:0 | Olimpia |  |  |
| Victoria es segundo lugar del grupo |          |     |         |  |  |

## Grupo B
| Pos. | Equipo      | Pts. | PJ | G  | E  | P  | GF | GC | Dif. |
| ---- | ----------- | ---- | -- | -- | -- | -- | -- | -- | ---- |
| 1.   | Real España | 35   | 27 | 13 | 9  | 5  | 33 | 19 | +14  |
| 2.   | Sula        | 28   | 27 | 6  | 16 | 5  | 22 | 18 | +4   |
| 3.   | Motagua     | 26   | 27 | 9  | 8  | 10 | 32 | 37 | -5   |
| 4.   | Vida        | 21   | 27 | 6  | 9  | 12 | 23 | 33 | -10  |
| 5.   | UNAH        | 20   | 27 | 4  | 12 | 11 | 23 | 36 | -13  |

|  | Clasifica a la pentagonal |

## Pentagonal
| Pos. | Equipo      | Pts. | PJ | G | E | P | GF | GC | Dif. |
| ---- | ----------- | ---- | -- | - | - | - | -- | -- | ---- |
| 1.   | Olimpia     | 11   | 8  | 4 | 3 | 1 | 12 | 5  | +7   |
| 2.   | Real España | 9    | 8  | 3 | 3 | 2 | 6  | 7  | -1   |
| 3.   | Sula        | 8    | 8  | 2 | 4 | 2 | 2  | 2  | 0    |
| 4.   | Marathón    | 7    | 8  | 3 | 1 | 4 | 8  | 6  | +2   |
| 5.   | Victoria    | 5    | 8  | 1 | 3 | 4 | 4  | 12 | -8   |

|  | Clasifica a la final y a la Copa de Campeones de la Concacaf 1988 |

## Final
| 20 de diciembre de 1987 | Olimpia | 0:0 | Marathón | Estadio Nacional, Tegucigalpa |  |

| 23 de diciembre de 1987 | Marathón | 0:1 (0:0) (Global 0:1) | Olimpia      | Estadio Francisco Morazán, San Pedro Sula                    |                                                              |
|                         |          |                        | Espinoza 66' | Asistencia: 16 053 espectadores Árbitro(s): Rodolfo Martínez | Asistencia: 16 053 espectadores Árbitro(s): Rodolfo Martínez |

|                           |
| Olimpia Campeón 9° título |